# Герго Гергов
Герго Тошев Гергов е български политик, кмет на община Видин от 2011 до 2015 г., избран от листата на Българската социалистическа партия, нечленувал в политически партии и организации до момента.

## Биография

### Ранни години:
Гергов е роден във Видин на 8 януари 1978 година. 
ОБРАЗОВАНИЕ:
През 1996 година завършва Природоматематическата гимназия във Видин, 
Бакалавър специалност "Агро бизнес" в УНСС гр.София,
Магистър по "Бизнес Администрация" в НБУ София, 
На 21 декември 2016г.,  Аграрен Университет Пловдив  присъжда образователна и научна степен "Доктор" по научната специалност ”Организация и управление на производство”.
ТРУДОВА КАРИЕРА:
Започва трудовата си кариера в търговия на едро с лекарствени продукти и медицински изделия , от 2003г., преминава във финансовата сфера като работи за Булбанк, след това „УниКредит Булбанк“ до 2011, за времето в банката през 2004г., печели почетна наградата "Банкер на Годината" в сегмент  "Корпоративно Банкиране" и взема участие във форума на Банките от" Нова Европа" в Флоренция - Италия.
От юни 2011 година е Директор в ЦКБ за областите Видин и Монтана като отговаря за целия бизнес на финансовата институция.
От ноември 2011г. е Кмет на Община Видин, Заместник Председател на "Съюза на Дунавските Общини",представляващ НСОРБ в " Комисията по транспорт"  и " Комисията по външна политика".
От 2017г. развива собствен бизнес.
ОТЛИЧИЯ И НАГРАДИ:
Носител на национален приз  “Златно Евро” за 2012г.,в категория КМЕТ.
Националния приз „Златно евро“ се дава за постигнати най-високи  резултати в усвояването на средствата от европейските фондове В категория КМЕТ. Той е на  Националното сдружение на организациите за социални услуги,   съвместно със сп. „Фондове Програми Проекти“ и с Фондация „Човешките  ресурси в България и евроинтеграцията“.
"Награда за цялостен принос за развитието на детския Футбол" от БФС.
"Награда за цялостен принос в развитието на Автомобилния спорт" от БФА. 
Защитен рекорд на "Гинес"
Награда “Бялата птица” на БТА  за 2019г. ,за цялостен принос към обществото.
Награда “Добро без граници” за реализирането на националната кауза “България срещу Диабета” 2022г.
Носител на приза “Мелвин Джоунс” на световната Лайънс Клуб Организация. Д-р Герго Гергов е едва четвъртият носител в България на престижната значка на името на Мелвин Джоунс, който е основател на Световната Лайънс организация. Отличието е наистина голямо признание за носителя му и показва, че той се е посветил на благотворителни каузи, които носят значими ползи за общността..

### В политиката
На местните избори през 2011 година е избран за кмет от листата на БСП. На първи тур получава 21,17 %, а на втори тур печели с 53,26 %. На балотажа отива с Владимир Тошев народен представител от ГЕРБ, който на първи тур получава 23,00 %.
На местните избори през 2015 година губи катастрофално местните избори и получава само 12,94 %. [4] https://results.cik.bg/minr2015/tur1/mestni/0509.html
През 2019 г. е кандидат за кмет на "Атака" и ЗНС "Ал. Стамболийски" и получава само 3,19 %. [5] https://results.cik.bg/mi2019/tur1/rezultati/0509.html
През 2014 година Софийският апелативен съд отстранява Гергов от длъжността кмет на община Видин по искане на Софийската градска прокуратура, която на 1 август 2014 година го привлича като обвиняем по разследване за престъпление по служба, незаконно притежание на антични монети и на патрони без разрешение.https://dariknews.bg/novini/bylgariia/sydyt-vyrna-na-rabota-vidinskiq-kmet-gergo-gergov-1448793 Възстановен на длъжността от Апелативен съд София през юни 2015 г.https://www.24chasa.bg/bulgaria/article/4803575
През 2016г., Прокуратурата на Република България прекратява досъдебното производство по всички обвинения,след направени експертизи доказващи липса на престъпление.https://www.bulnews.bg/article/411994
Окръжен Съд Монтана на 17.01.2022г., осъжда Прокуратурата на Република България, да плати обезщетение на Герго Гергов в размер на 83 000лева, за незаконно повдигнати обвинения по четири престъпления, в качеството му на Кмет на Община Видин.https://btvnovinite.bg/bulgaria/bivshijat-kmet-na-vidin-gergo-gergov-osadi-prokuraturata-za-83-000-lv.html